# Automobiles Vallée

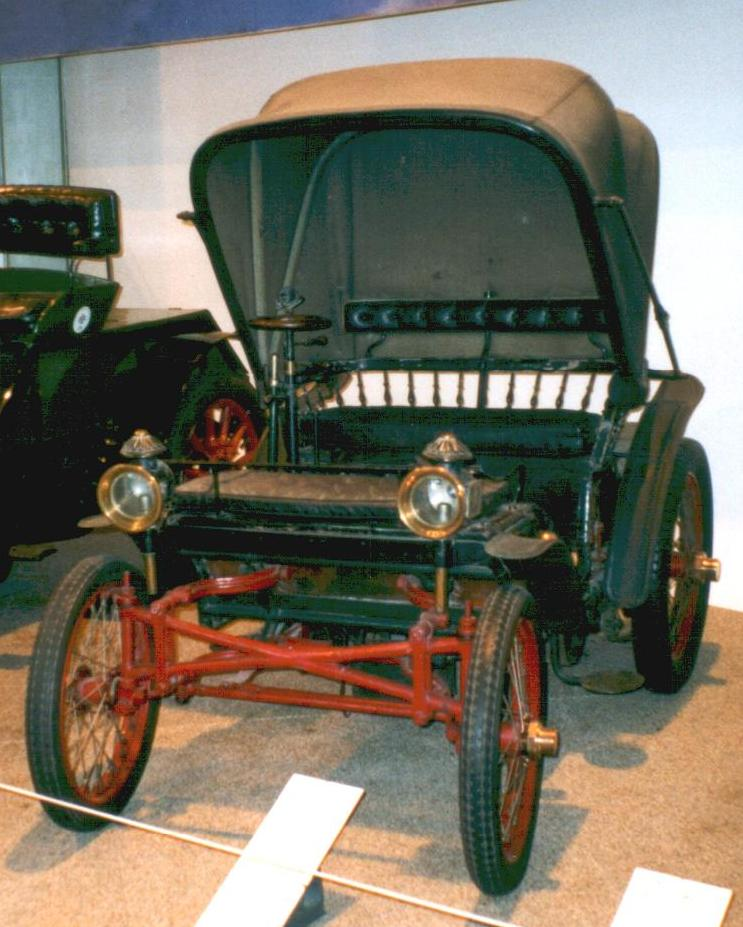
Vallée von 1897

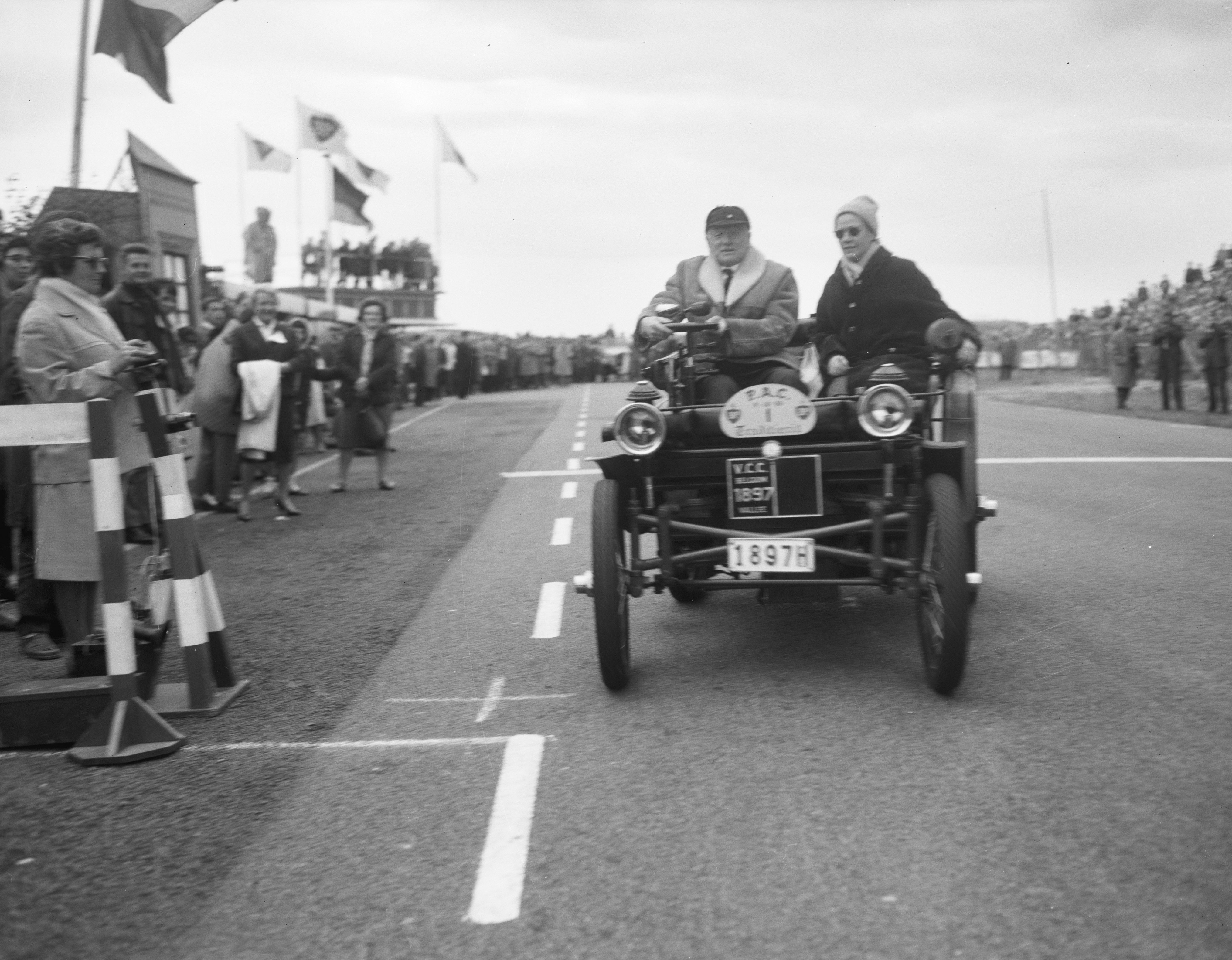
Foto von 1960

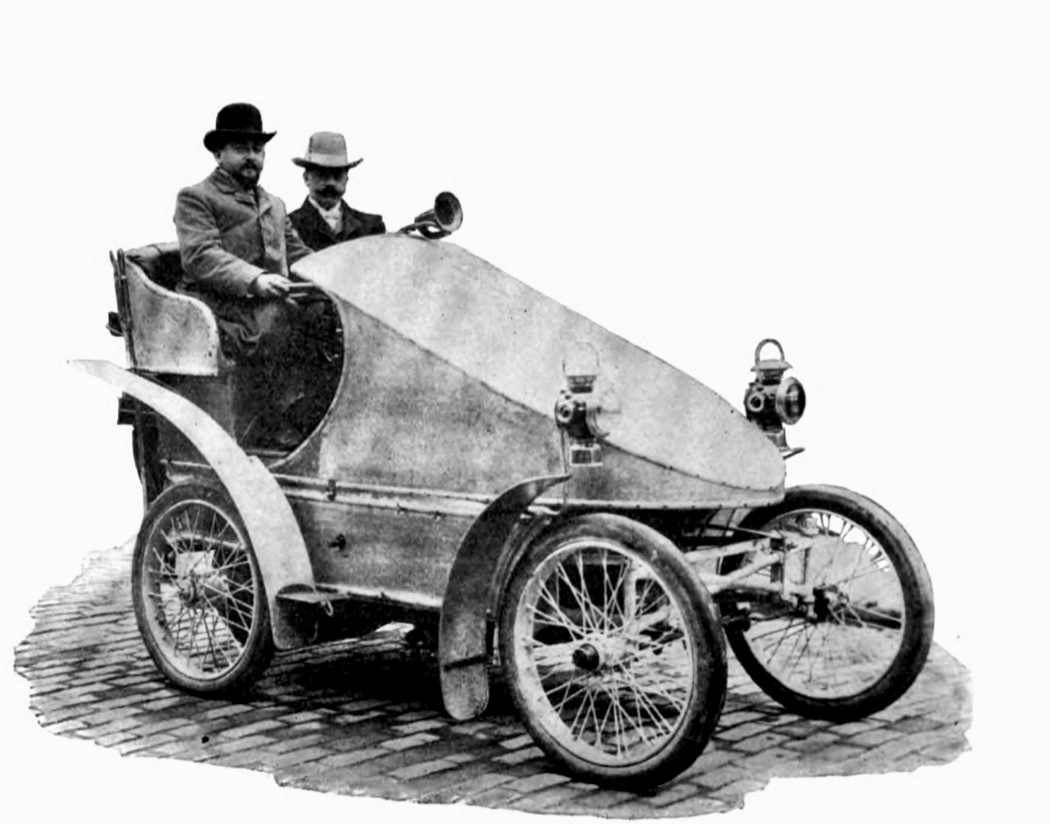
Vallée Rennwagen von 1898 mit 16 HP

Die Société des Automobiles Vallée war ein französischer Hersteller von Fahrrädern, Automobilen und Motorrädern.

## Unternehmensgeschichte
Henri Vallée (1865–1916) stand in den 1880er Jahren in Verbindung mit der Familie von Amédée Bollée. 1890 gründete er in Le Mans ein Unternehmen zur Fahrradproduktion. 1895 erfolgte die Umfirmierung in Société des Automobiles Vallée. Gleichzeitig begann der Automobilbau. Der Markenname lautete Vallée. 1902 endete die Automobilproduktion. Später entstanden noch Motorräder. Es ist nicht bekannt, wann das Unternehmen aufgelöst wurde.

## Fahrzeuge
Das erste Automobil von 1895 war ein leichter, vierrädriger Zweisitzer, aufgebaut auf einem Stahlrohrrahmen. Die Aufhängung der beiden gelenkten Vorderräder erinnerte an Fahrradgabeln. Der Wagen hatte einen Zweizylindermotor eigener Fertigung, der 2 PS leistete und im Heck unter der Sitzbank eingebaut war. Der Motor lieferte variable Drehzahlen zwischen 200 und 500/min und übertrug das Antriebsmoment über ein Vierganggetriebe per Kette auf die Hinterachse. Die Höchstgeschwindigkeit war mit 25 km/h angegeben.
1896 stellte Henri Vallée einen viersitzigen Wagen mit Vis-à-vis-Aufbau vor. Dessen liegender Benzin-Zweizylindermotor war im Heck unter der Sitzbank eingebaut. Er war wassergekühlt, leistete 4 PS und drehte bis zu 500/min, die mit dem Dreiganggetriebe eine Höchstgeschwindigkeit von 25 km/h ermöglichten. Die Antriebskraft wurde mit je einer Kette auf die Hinterräder übertragen. Eine Besonderheit war die gefederte Einzelradaufhängung der gelenkten Vorderräder (aus dem Französischen: „Parallelogramm-Vorderachse“).
Ab 1898 gab es die Zweizylindermodelle 3 CV, 4 ½ CV und 7 CV. 1899 entstand ein Rennwagen mit einem Vierzylindermotor und 7598 cm³ Hubraum mit einer Bohrung von 110 mm und einem Hub von 200 mm der bis 1900 in einigen Rennen wie z. B. Paris – St. Malo oder Paris – Ostende eingesetzt wurde. Die Motorleistung lag bei 16 HP bei 600/min. Es folgten weitere Modelle mit Zweizylinder- und Vierzylindermotoren.

Ein Fahrzeug dieser Marke ist im Musée des 24 Heures in Le Mans zu besichtigen.

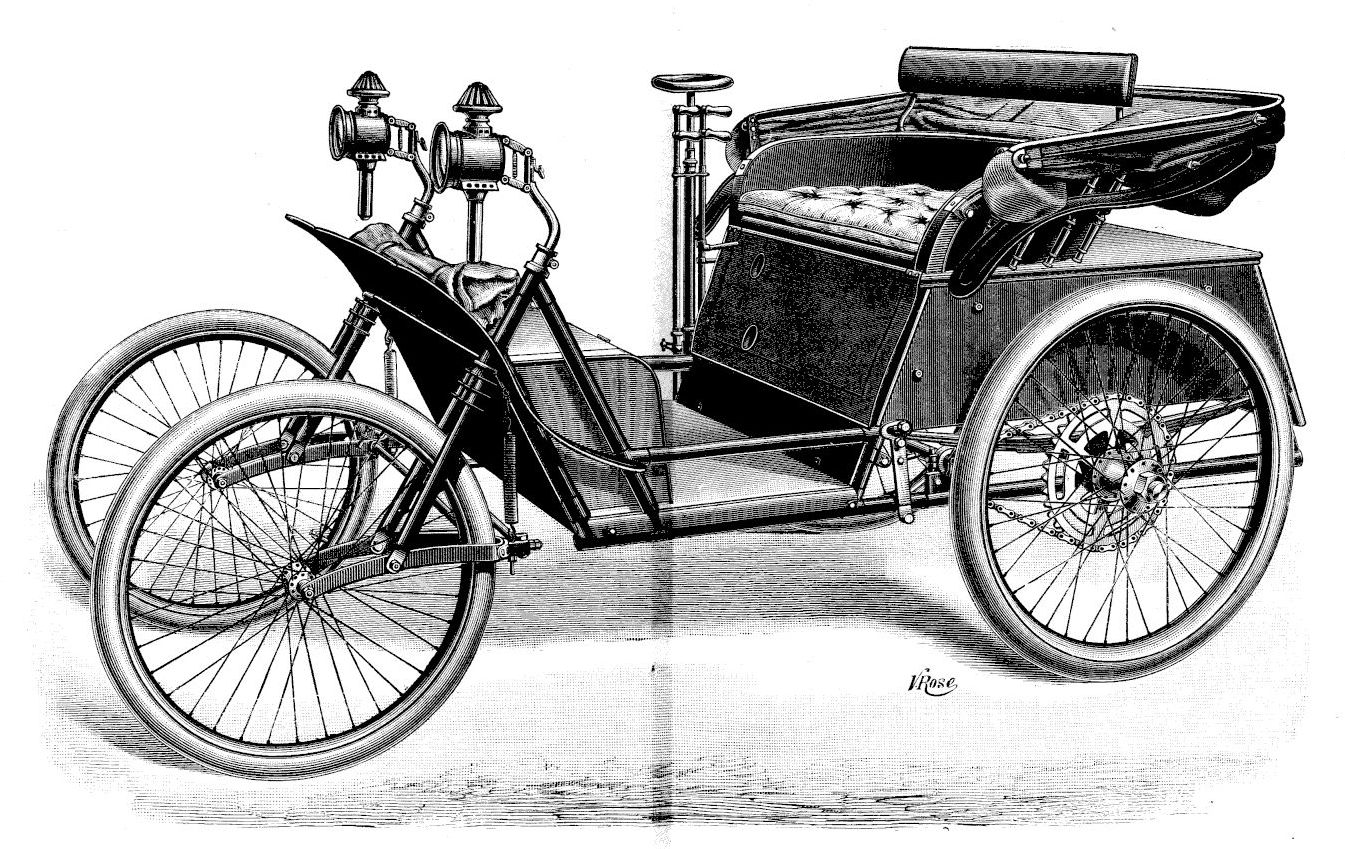
Vallée 2 CV (1895)
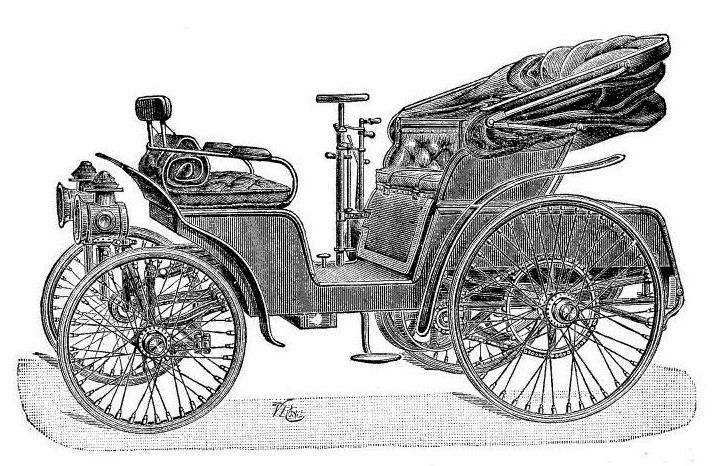
Vallée 4 CV vis-à-vis (1896)